# Овча купел II (станция метро)
Овча купел II (болг. Овча купел II) — станция линии М3 Софийского метрополитена. Была открыта 24 апреля 2021 года в составе второго пускового участка «Овча купел» — «Горна баня» линии М3.

## Описание
Находится в квартале Овча купел II административного района Овча купел Столичной общины (болг. Община Столична). Станция расположена недалеко от пересечения улиц Центральной и Жюль Лошо, возле больницы Доверие. Платформы станции имеют длину 105 м. Станция оборудована 5 лифтами. На станции установлены прозрачные автоматические платформенные ворота высотой 1,6 м с нержавеющими окантовками и 40-сантиметровыми полосами из гладкой нержавеющей стали внизу. Станция не связана с наземным общественным транспортом, но если пройти 500 м, можно дойти до конечной остановки автобусов А11, ТБ Е60, ТБ Е73, А102. 